# КК Кијев
КК Кијев (укр. БК Київ) је украјински кошаркашки клуб из Кијева. У сезони 2014/15. такмичи се у Суперлиги Украјине.

## Историја
Клуб је основан 1999. године. Своју прву титулу у Суперлиги Украјине освојио је већ 2000, друга је дошла на ред пет година касније, док је у шест наврата био вицепрвак. Био је победник Купа Украјине 2007. године, а још два пута стизао је до финала овог такмичења.
У европским такмичењима најзапаженији резултати везани су за ФИБА Еврокуп (садашњи Еврочеленџ) - у сезони 2004/05. је стигао до финала у коме је поражен од Динама из Санкт Петербурга, док је у наредној освојио треће место. Највиши домет у УЛЕБ Еврокупу била је осмина финала у сезони 2007/08. Учествовао је на промо-турниру регионалне ВТБ лиге одржаном 2008. у Москви и освојио треће место.

## Успеси

### Национални
- Суперлига Украјине:
  - Првак (2): 2000, 2005.
  - Другопласирани (6): 2001, 2002, 2004, 2006, 2007, 2008.
- Куп Украјине:
  - Освајач (1): 2007.
  - Финалиста (3): 2006, 2008, 2010.

### Међународни
- ФИБА Еврокуп:
  - Финалиста (1): 2005.
  - Треће место (1): 2006.
- ВТБ јунајтед лига:
  - Треће место (1): 2008.

## Познатији играчи
- Ратко Варда
- Душан Кецман
- Вјачеслав Кравцов
- Олександр Липовиј
- Скуни Пен
- Јуџин Џетер